# Jagen Weltweit
Das Magazin Jagen Weltweit ist eine deutschsprachige, seit 1990 zweimonatlich erscheinende Zeitschrift für Auslandsjäger, die im Paul Parey Zeitschriftenverlag in Singhofen/Taunus herausgegeben wird. Chefredakteur ist Rolf Roosen.
Jagen Weltweit befasst sich als einziges europäisches Magazin ausschließlich mit Jagdreisen und der Auslandsjagd. Die Zeitschrift beinhaltet Reisedokumentationen, Fotos, Ausrüstungs- und Testergebnisse, Planungshilfen für Jagdreisen sowie Berichte über Reiseanbieter.

## Auflagenstatistik
Im vierten Quartal 2012 lag die durchschnittliche verbreitete Auflage nach IVW bei 14.893 Exemplaren. Das sind 3.560 Exemplare pro Ausgabe mehr (+31,41 %) als im Vergleichsquartal des Vorjahres. Die Abonnentenzahl nahm innerhalb eines Jahres um 269 Abonnenten auf durchschnittlich 7.821 pro Ausgabe zu (+3,56 %); damit bezogen rund 52,51 % der Leser die Zeitschrift im Abo.
| Anzahl verbreiteten Ausgaben | Anzahl verbreiteten Ausgaben | Anzahl verbreiteten Ausgaben | Anzahl verbreiteten Ausgaben | Anzahl verbreiteten Ausgaben |
| ---------------------------- | ---------------------------- | ---------------------------- | ---------------------------- | ---------------------------- |
| Quartal                      |                              |                              | Auflage a                    |                              |
| IV/1999                      | IV/1999                      |                              | 10.809                       | 10.809                       |
| IV/2000                      | IV/2000                      |                              | 11.134                       | 11.134                       |
| IV/2001                      | IV/2001                      |                              | 11.517                       | 11.517                       |
| IV/2002                      | IV/2002                      |                              | 11.144                       | 11.144                       |
| IV/2003                      | IV/2003                      |                              | 10.727                       | 10.727                       |
| IV/2004                      | IV/2004                      |                              | 13.362                       | 13.362                       |
| IV/2005                      | IV/2005                      |                              | 12.002                       | 12.002                       |
| IV/2006                      | IV/2006                      |                              | 12.077                       | 12.077                       |
| IV/2007                      | IV/2007                      |                              | 12.368                       | 12.368                       |
| IV/2008                      | IV/2008                      |                              | 13.222                       | 13.222                       |
| IV/2009                      | IV/2009                      |                              | 11.480                       | 11.480                       |
| IV/2010                      | IV/2010                      |                              | 12.868                       | 12.868                       |
| IV/2011                      | IV/2011                      |                              | 11.333                       | 11.333                       |
| IV/2012                      | IV/2012                      |                              | 14.893                       | 14.893                       |
| Quelle: IVW                  |                              |                              |                              |                              |

| Anzahl der Abonnements | Anzahl der Abonnements | Anzahl der Abonnements | Anzahl der Abonnements | Anzahl der Abonnements |
| ---------------------- | ---------------------- | ---------------------- | ---------------------- | ---------------------- |
| Quartal                |                        |                        | Abos a                 |                        |
| IV/1999                | IV/1999                |                        | 7.616                  | 7.616                  |
| IV/2000                | IV/2000                |                        | 7.800                  | 7.800                  |
| IV/2001                | IV/2001                |                        | 8.100                  | 8.100                  |
| IV/2002                | IV/2002                |                        | 8.187                  | 8.187                  |
| IV/2003                | IV/2003                |                        | 8.007                  | 8.007                  |
| IV/2004                | IV/2004                |                        | 7.811                  | 7.811                  |
| IV/2005                | IV/2005                |                        | 7.903                  | 7.903                  |
| IV/2006                | IV/2006                |                        | 8.220                  | 8.220                  |
| IV/2007                | IV/2007                |                        | 8.070                  | 8.070                  |
| IV/2008                | IV/2008                |                        | 7.864                  | 7.864                  |
| IV/2009                | IV/2009                |                        | 7.543                  | 7.543                  |
| IV/2010                | IV/2010                |                        | 7.530                  | 7.530                  |
| IV/2011                | IV/2011                |                        | 7.552                  | 7.552                  |
| IV/2012                | IV/2012                |                        | 7.821                  | 7.821                  |
| Quelle: IVW            |                        |                        |                        |                        |